# Pierre-Marie Delfieux
Pierre-Marie Delfieux, né le 4 décembre 1934 à Campuac (Aveyron) et mort le 21 février 2013 à La Ferté-Imbault (Loir-et-Cher), est un prêtre français, fondateur des Fraternités monastiques de Jérusalem.

## Biographie

### Enfance
Pierre Delfieux naît le 4 décembre 1934 en Aveyron dans une famille chrétienne de six enfants dont il est le troisième. Depuis sa première communion qu'il fait à l'âge de six ans, il dit se nourrir chaque jour de l’Eucharistie.
À onze ans, il part comme interne au Collège de l’Immaculée Conception, à Espalion, où il a comme condisciple Georges Soubrier, futur évêque de Nantes. L’année de sa terminale, une retraite dans un centre marial s’avère décisive : il choisit de répondre à l’appel de Dieu qu’il a reçu lors de sa première communion. Après son baccalauréat, il entre au Grand séminaire de Rodez en 1952. Il est envoyé pour finir sa théologie à l’Institut catholique de Toulouse, puis pour des études de philosophie et de sciences sociales, à Paris, à la Sorbonne.

### Jeunesse
Après deux ans de service militaire, qu’il effectue dans la coopération à Madagascar, où il enseigne dans un collège de jésuites, il est ordonné prêtre dans la cathédrale de Rodez, le 29 juin 1961 et reste quelques années à Rodez comme vicaire de la cathédrale.
En 1965, il devient, à la demande du futur cardinal Lustiger, aumônier des étudiants en langues du Centre Richelieu où il côtoie notamment Jacques Perrier, Francis Deniau et Guy Gaucher.
Des pèlerinages sont organisés, à Chartres, mais aussi en Italie, en Espagne et en Terre Sainte. Pierre-Marie Delfieux y découvre l’importance que peut avoir pour la vie de foi, un pèlerinage sur les pas de Jésus ; très attaché à cette terre, il continuera d’y guider régulièrement des pèlerinages pour les frères et sœurs de Jérusalem et les laïcs proches des Fraternités jusqu'en avril 2012, alors qu’il est déjà malade. En ces années 1960, il découvre aussi le désert et devient, au Centre Richelieu, le spécialiste des méharées au Sahara, vers Tamanrasset et les lieux habités par Charles de Foucauld.
Aussi quand, au bout de sept ans de cet apostolat, marqué par les bouleversements introduits par Mai 68, il lui est proposé de prendre une année sabbatique, il ne résiste pas à l’appel du désert et part d’abord pour Béni Abbès, dans la communauté des Petits frères de Jésus, puis à l’Assekrem, dans le massif du Hoggar. Pierre-Marie Delfieux se construit de ses mains un ermitage, auquel il donne le nom de Bethléem ; il va y passer une année, puis une seconde, avec pour seule compagnie le frère Jean-Marie, la Bible et le Saint-Sacrement. En juin 1974, il quitte l’Assekrem et confie au cardinal Marty, alors archevêque de Paris, son désir de devenir moine dans la ville.

### Fondation de la Fraternité

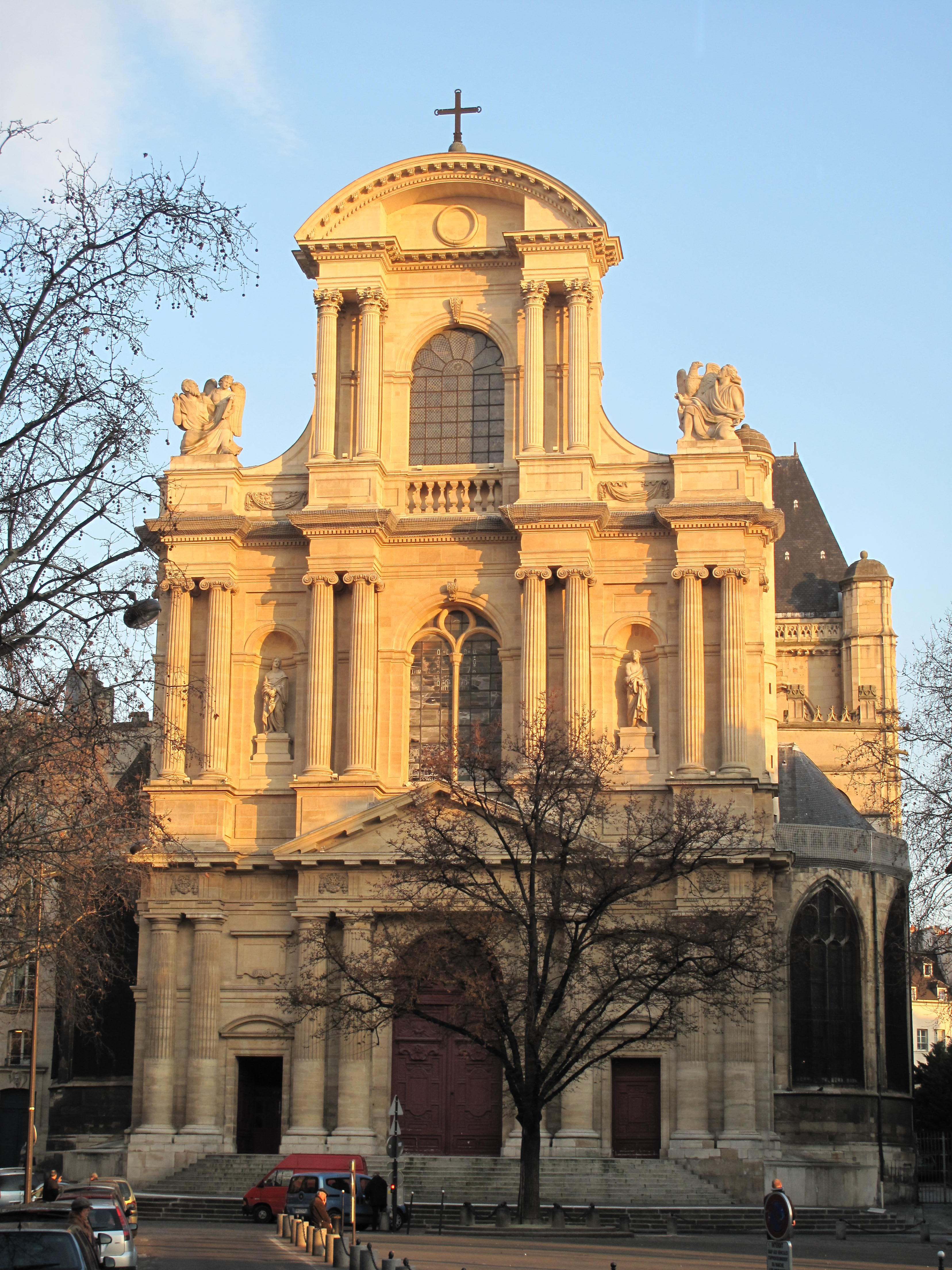
La façade de l'église Saint-Gervais-Saint-Protais à Paris.

L'église Saint-Gervais lui est alors confiée pour y établir la future fraternité. Pendant une année, Pierre-Marie Delfieux précise son projet et rassemble ses premiers compagnons. D’emblée l’essentiel est posé : une vie fidèle aux grandes exigences monastiques et professant les trois vœux de chasteté, pauvreté et obéissance ; mais adaptée en sa forme concrète, aux réalités de l’Église post-conciliaire et du monde contemporain, des années 2000. L’accent est mis sur la prière personnelle et communautaire, avec d’amples liturgies chantées dans une église ouverte à tous. La vie fraternelle est fondamentale, mais elle se vit en ville, dans des appartements ou des maisons loués, sans que la Fraternité puisse acquérir de propriétés. Le travail, nécessaire pour gagner son pain, se veut aussi solidaire des contraintes vécues par les citadins : il se vit, de préférence, à mi-temps, comme salarié. Les frères veulent ainsi se situer en solidarité avec les citadins qui les entourent, mais aussi en contestation, pour affirmer le primat de l’amour et de la prière.
La première liturgie est chantée par une douzaine de frères, dans l’église Saint-Gervais, le 1er novembre 1975, fête de la Toussaint. La feuille expliquant le projet justifie le choix de cette date :« Notre aventure sera celle de la sainteté, ou elle ne sera pas ». Dès lors, la vie de Pierre-Marie Delfieux, devenu frère Pierre-Marie, se confond avec celle de la Fraternité qu’il guide et anime inlassablement.
Une fraternité de moniales naît à son tour, le 8 décembre 1976. Même si frères et sœurs chantent ensemble toutes les liturgies, dès le départ les logements et les gouvernements des deux Fraternités sont bien distincts. Une étape décisive est franchie en 1978-1979 lorsque les Fraternités reçoivent le nom de « Jérusalem », la ville sainte de l’Écriture qui est aussi la ville où le Christ est mort puis ressuscité, où sont nées les premières communautés chrétiennes et la ville qui serait, selon l’Apocalypse, notre demeure d’éternité.
Après le temps des découvertes et des tâtonnements, dont une première fondation à Marseille, en 1979, à la demande du cardinal Roger Etchegaray, qui ne peut tenir, vient à partir des années 1990, le temps des fondations, alors que les Fraternités comptent déjà une centaine de frères et sœurs. Les fondations sont toujours faites à la demande de l’évêque du diocèse dont les Fraternités veulent dépendre, selon l’ecclésiologie née du concile Vatican II. Les premières années du XXIe siècle voient le nombre de fraternités exploser : en 2001 naissent les Fraternités du Mont-Saint-Michel et de Bruxelles ; en 2004, la première Fraternité outre-Atlantique est établie à Montréal : en 2006, les Fraternités sont appelées sur le domaine de la Trinité-des-Monts, puis de Saint Sébastien sur le Palatin à Rome et enfin en 2009, à Cologne et en 2010, à Varsovie. Cette internationalisation, qui n’avait pas été prévue au départ, s’explique par le fait que les presque 200 frères et sœurs, que comptent actuellement les Fraternités, sont originaires d’une vingtaine de pays différents.
Frère Pierre-Marie suit de près ces diverses fondations et travaille ainsi beaucoup à l’embellissement de Saint-Gervais et est à l’origine du programme de création de vitraux qui se poursuit depuis une vingtaine d’années.
Au terme d’un long processus de rédaction et d’approbation par les Congrégations de la Vie consacrée et de la Doctrine de la Foi, les constitutions des Fraternités monastiques de Jérusalem sont définitivement approuvées par le cardinal Jean-Marie Lustiger, le 31 mai 1996. Aux élections qui suivent cette reconnaissance canonique, le frère Pierre-Marie est élu prieur général puis il est réélu pour un second mandat en 2003.
Il dirige également la revue Sources vives destinée aux Fraternités.
À la fin de son second mandat, conformément aux Constitutions, un nouveau prieur général des Frères de Jérusalem est élu ; le frère Jean-Christophe Calmon. Bien que malade depuis fin 2011, Pierre-Marie Delfieux continue d'enseigner et de prêcher auprès des différentes Fraternités.
Il meurt le 21 février 2013 à Magdala, maison des Fraternités de Jérusalem en Sologne, où il s’était retiré.

### Abus spirituel
Dans un livre publié en novembre 2019, une ancienne sœur (« petite laure ») des Fraternités monastiques de Jérusalem décrit l'emprise psychologique et spirituelle qu'elle aurait subie de la part de Pierre-Marie Delfieux, conduisant les responsables de la Fraternité à mettre en place une cellule d'écoute nationale afin de savoir s'il y avait d'autres victimes,. En octobre 2020, Anne Mardon témoigne devant la commission indépendante sur les abus sexuels dans l'Église. Dans ce livre et dans ce témoignage, Pierre-Marie Delfieux est mis en cause pour « des abus spirituels, sexuels et une emprise » au sein de la communauté,.
Fin juin 2024, le prieur général des Fraternités monastiques de Jérusalem a reconnu publiquement la véracité des accusations d'abus spirituels et sexuels envers Pierre-Marie Delfieux. Ils reconnaissent aussi « la responsabilité de [leur] institut et les préjudices que Madame Anne Mardon [la personne victime] a subis » et expriment leur « profond regret pour la souffrance engendrée ».

## Publications
Pierre-Marie Delfieux a publié plusieurs ouvrages :
- Évangéliques, Éditions Saint-Paul, 1988-2013Recueils d'homélies, six tomes
- Livre de Vie de Jérusalem, Éditions du Cerf, 2000
- Moine au cœur de la ville, Bayard, 2003
- Avec Philippe Barbarin, Au souffle de l'esprit, Parole et Silence, 2012.
- Nombreux articles dans la revue Sources Vives.